# Distretto di Médéa
Il distretto di Médéa è un distretto della Provincia di Médéa, in Algeria.

## Comuni
Il distretto di Médéa comprende 3 comuni:
- Médéa
- Draa Essamar
- Tamesguida